# Азеведу Жуниор, Эрнани
Эрна́ни Азеве́ду Жу́ниор (порт. Hernani Azevedo Júnior; родился 27 марта 1994, Сан-Гонсалу-ду-Сапукаи, Бразилия) — бразильский футболист, полузащитник итальянского клуба «Парма».

## Клубная карьера

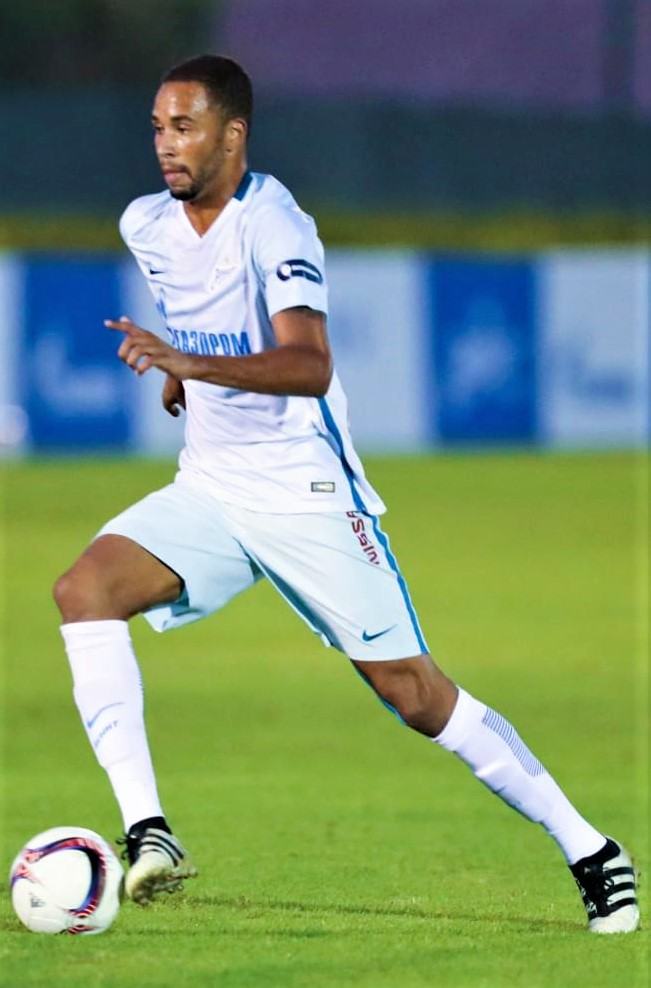
Эрнани в составе «Зенита»

Воспитанник клуба «Атлетико Паранаэнсе». В начале 2013 года в матче Лиги Паранаэнсе против «Насьонала Паранаэнсе» дебютировал за основной состав. В том же году дебютировал ещё в чемпионате штата Парана. Не закрепившись в основе, хавбек отправился в аренду в клуб бразильской серии Б «Жоинвиль» и за полгода завоевал место в составе. Тогда он больше был сосредоточен на обороне, поэтому не отметился результативными действиями. Арендное соглашение было рассчитано на полтора года, но «Атлетико Паранаэнсе» вернул полузащитника всего через шесть месяцев. В матче против «Гремио» Эрнани дебютировал в бразильской Серии A. 14 сентября 2014 года в поединке против «Витории» он забил свой первый гол за «Атлетико Паранаэнсе». В сезоне 2014 года Эрнани вышел на поле 15 раз.
В 2015 году Эрнани интересовался «Монако». Клуб Дмитрия Рыболовлева предлагал за игрока 3,5 миллиона евро, но «Атлетико» отказался. Через несколько месяцев в борьбу вступили «Интер» и «Фиорентина», но «Атлетико Паранаэнсе» отклонил все запросы.
В марте 2016 года команду возглавил Пауло Аутуори, «Атлетико» окончательно перешёл на схему 4-2-3-1, а пару центральных полузащитников составили Эрнани и Отавио. В 2016 году помог клубу выиграть Лигу Паранаэнсе.
16 декабря 2016 года перешёл в российский «Зенит» Санкт-Петербург. Соглашение было рассчитано на 5 лет. Дебютировал 16 февраля в матче Лиги Европы против бельгийского «Андерлехта». В марте в поединке против ЦСКА он дебютировал в РФПЛ.
8 августа 2017 года Эрнани был отдан в годичную аренду с правом выкупа во французский «Сент-Этьен». В матче против «Амьена» он дебютировал в Лиге 1. 1 октября в поединке против «Труа» Эрнани забил свой первый гол за «Сент-Этьен». Летом 2019 года Эрнани был арендован с опцией обязательного выкупа итальянской «Пармой».
7 августа 2021 года Эрнани перешёл в аренду в «Дженоа» на год с обязательным правом выкупа. Договоренность о трансфере не была исполнена и он вернулся в «Парму».
Сезон 2022/23 футболист провел в аренде в «Реджине».

## Карьера в сборной
В 2011 году в составе юношеской сборной Бразилии Эрнани стал победителем юношеского чемпионата Южной Америки в Эквадоре. Эрнани сыграл в 8 матчах: дважды вышел в основе, а в остальных играх выходил на замену за 20-25 минут до конца. В том же году вместе со сборной стал четвёртым на чемпионате мира U-17 в Мексике. На турнире сыграл в матчах против команд Дании, Австралии, Кот-д’Ивуара, Эквадора, Японии, Уругвая и Германии.

## Достижения
«Атлетико Паранаэнсе»
- Победитель Лиги Паранаэнсе: 2016

«Зенит»
- Чемпион России: 2018/19

Бразилия (до 17)
- Чемпион Южной Америки среди юношей до 17 лет: 2011

## Клубная статистика
| Выступление         | Выступление      | Выступление      | Лига | Лига | Кубок | Кубок | Континент | Континент | Прочие | Прочие | Итого | Итого |
| Клуб                | Лига             | Сезон            | Игры | Голы | Игры  | Голы  | Игры      | Голы      | Игры   | Голы   | Игры  | Голы  |
| ------------------- | ---------------- | ---------------- | ---- | ---- | ----- | ----- | --------- | --------- | ------ | ------ | ----- | ----- |
| Атлетико Паранаэнсе | Серия А          | 2013             | 0    | 0    | 0     | 0     | 0         | 0         | 21     | 2      | 21    | 2     |
| → Жоинвиль          | Серия В          | 2013             | 9    | 0    | 0     | 0     | 0         | 0         | 0      | 0      | 9     | 0     |
| → Жоинвиль          | Итого            | Итого            | 9    | 0    | 0     | 0     | 0         | 0         | 0      | 0      | 9     | 0     |
| Атлетико Паранаэнсе | Серия А          | 2014             | 15   | 1    | 0     | 0     | 0         | 0         | 10     | 3      | 25    | 4     |
| Атлетико Паранаэнсе | Серия А          | 2015             | 30   | 3    | 0     | 0     | 0         | 0         | 6      | 1      | 36    | 4     |
| Атлетико Паранаэнсе | Серия А          | 2016             | 30   | 6    | 7     | 2     | 4         | 0         | 9      | 1      | 50    | 9     |
| Атлетико Паранаэнсе | Итого            | Итого            | 75   | 10   | 7     | 2     | 4         | 0         | 46     | 7      | 132   | 19    |
| Зенит               | Премьер-лига     | 2016/17          | 8    | 0    | 0     | 0     | 1         | 0         | 0      | 0      | 9     | 0     |
| Зенит               | Премьер-лига     | 2017/18          | 1    | 0    | 0     | 0     | 1         | 0         | 0      | 0      | 2     | 0     |
| → Сент-Этьен        | Лига 1           | 2017/18          | 14   | 3    | 2     | 0     | 0         | 0         | 1      | 1      | 17    | 4     |
| → Сент-Этьен        | Итого            | Итого            | 14   | 3    | 2     | 0     | 0         | 0         | 1      | 1      | 17    | 4     |
| Зенит               | Премьер-лига     | 2018/19          | 14   | 1    | 2     | 0     | 10        | 0         | 0      | 0      | 26    | 1     |
| Зенит               | Итого            | Итого            | 23   | 1    | 2     | 0     | 12        | 0         | 0      | 0      | 37    | 1     |
| Всего за карьеру    | Всего за карьеру | Всего за карьеру | 121  | 14   | 11    | 2     | 16        | 0         | 47     | 8      | 195   | 24    |